# 宮城県築館女子高等学校
宮城県築館女子高等学校（みやぎけんつきだてじょしこうとうがっこう）とは、宮城県栗原市築館にあった県立女子高等学校。2005年度（平成17年度）より、既存の男子校の宮城県築館高等学校と女子校である当校が統合され、共学校の宮城県築館高等学校となった。

## 沿革
- 1936年（昭和11年）4月11日 - 町立宮城県築館高等家政女学校として創立
- 1939年（昭和14年）4月1日 - 県立に移管
- 1948年（昭和23年）4月1日 - 学制改革で宮城県築館女子高等学校となる
- 1980年（昭和55年）3月26日 - 新校舎落成、築館町字下宮野町浦22に移転
- 1996年（平成8年）10月22日 - 創立60周年記念講演会開催
- 2005年（平成17年）4月 - 宮城県築館高等学校と宮城県築館女子高等学校が統合して新たに宮城県築館高等学校が開校。

## 所在地
- 宮城県栗原郡築館町下宮野町浦22